# Platzanweiser

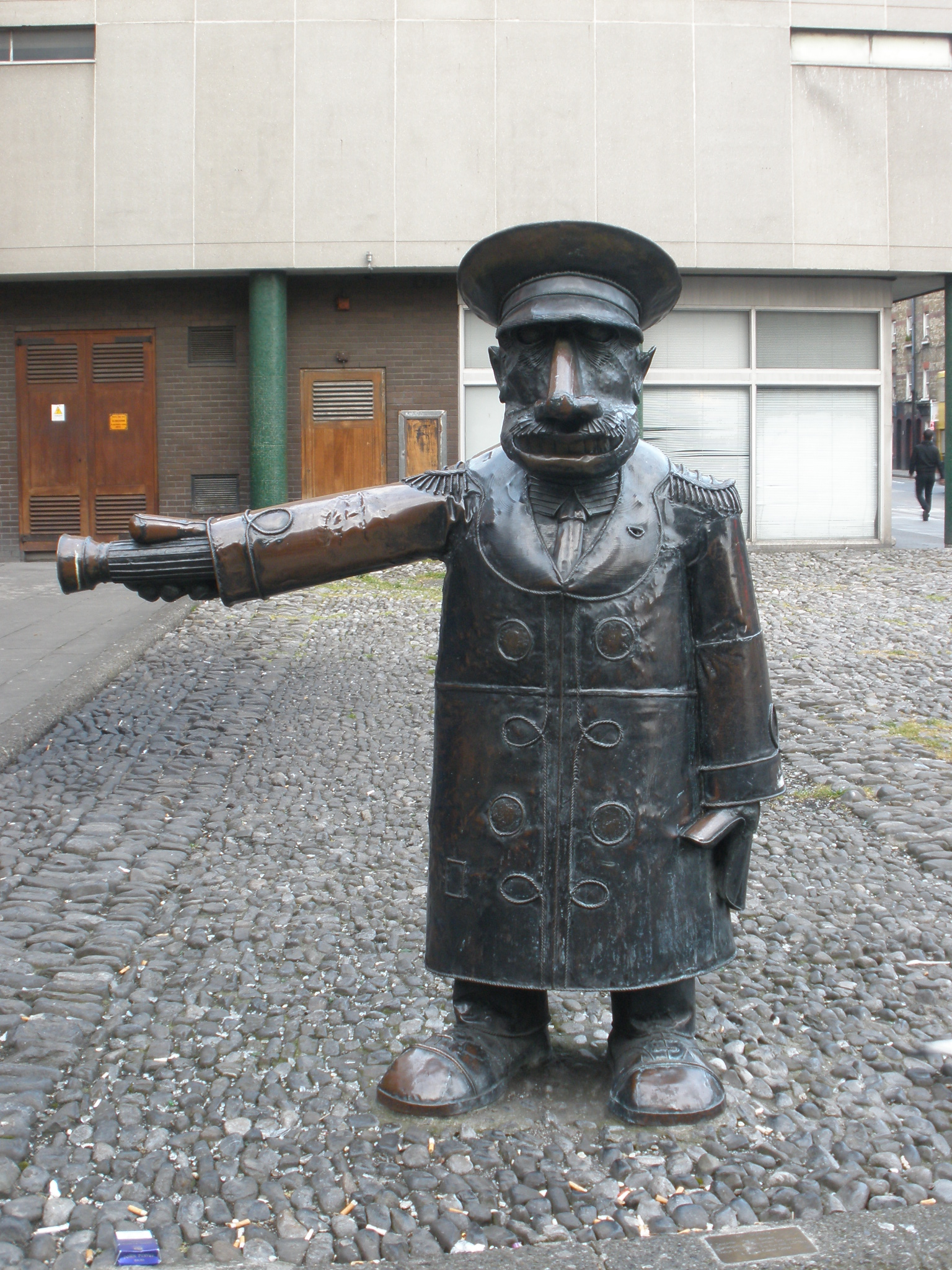
Statue eines Kino-Platzanweisers. Skulptur von Vincent Browne vor dem Screen Cinema in Dublin, Irland

Ein Platzanweiser (österreichisch: Billeteur) ist eine Person, die Zuschauern, Besuchern bzw. Gästen insbesondere in Theatern und Kinos den Sitzplatz oder Stehplatz zeigt. Er kann dabei auch für die Kontrolle der Eintrittskarten zuständig sein.
Virtuelle Platzanweiser zeigen über das Internet die Einteilung der Tribüne und erlauben auch teilweise einen virtuellen Blick von diesem Platz auf die Bühne etc. darzustellen. Dadurch wird dem Interessierten bei der Suche nach dem optimalen Sitz- oder Stehplatz geholfen.

## Tätigkeit
Die Haupttätigkeit des Platzanweisers ist es, dem Zuschauer, Besucher oder Gast den für ihn reservierten Sitzplatz zu zeigen und dabei eine Störung anderer Gäste nach Möglichkeit zu vermeiden. Gleichzeitig kommt dem Platzanweiser auch eine Ordnungsfunktion zu, er kann auch für die (Nach-)Kontrolle der Eintrittskarten zuständig sein.
Für seine Tätigkeit im abgedunkelten Raum ist er mit einer Taschenlampe ausgestattet, die vor allem dazu dient, den Zuschauer, Besucher bzw. Gast sicher zu seinem Platz zu geleiten.
Im Kino hatte der Platzanweiser unter Umständen auch die Aufgabe, Projektionsfehler an den Filmvorführer zu melden, der den „Versetzer“ manuell durch Korrigieren des Bildausschnitts am Projektor ausblendete. Lautstärkefehler im Tonfilm konnte der Platzanweiser unter Umständen auch selbst durch Einstellen der Lautstärke am Saalregler anpassen.

## Entlohnung
Platzanweiser sind in der Regel bezahlte Mitarbeiter der Einrichtung (z. B. Kino, Theater) und fallen heute in Deutschland im Regelfall nicht unter die besonderen Befristungsmöglichkeiten für Bühnenmitglieder. Es hat sich dennoch, wie bei Portiers, Taxifahrern, Garderobieren usw. eingebürgert, diesen ein Trinkgeld zukommen zu lassen.
In einigen Fällen wird die Funktion des Platzanweisers inzwischen auch von externen gewerblichen Ordnungsdiensten übernommen, die auch teilweise Sicherheitsdienstleistungen etc. anbieten.

## Berühmte Personen, die als Platzanweiser arbeiteten
Lauren Bacall, Ettore Bevilacqua, Javier Cámara, David Caruso, Amabile Cauchi, Frederick de Cordova, Henry Creamer, Carroll John Daly, Vic Damone, Jonathan Frakes, Jason Butler Harner, Dieter Hildebrandt, Wolfgang Koeppen, James Lorinz, Lodovicus Malinke aus dem Trio Malediva, Ranald MacDougall, Tim Mara, Klaus Nomi, Al Pacino, Aaron Paul, Larry Parks, Mickey Rourke, Jules Schermer, Leon Schlesinger, Rex Stout, Gyula Trebitsch, Lew Wasserman, Jack Weston, Werner Winter, Shane Black, Bruce Lee

## Filme, Medien, Literatur
- Der Platzanweiser (Regie: Peter Gehrig, Produzent: Jürgen Dohme), 1980
- Der Platzanweiser (Herbert Vesely als Schauspieler und Herbert Achternbusch) 1983
- CT das radio mit dem Programmpunkt: Platzanweiser (für Kinoprogramm)
- Hans-Eberhard Urbaniak: Die konservativen Platzanweiser: Arbeitnehmerbelange fehlen im Wahlprogramm der Union, Sozialdemokratischer Pressedienst 1980, H. 141 [28. Juli 1980], S. 4,  (PDF; 173 kB).
- Barbara Adamowsky: Bildung als sozialer Platzanweiser in Europa sozial gestalten! Michael Sommer (Hrsg.), Marburg 2008, ISBN 978-3-89472-219-7, S. 132–151.

## Ähnliche Berufe
- Saaldiener
- Pförtner
- Türsteher